# Lista de cinesseriados produzidos na década de 1900
| Produtora                          | Título                               | Capítulos | Gênero   | Diretor                   | Elenco                                | Observações                                                   |
| ---------------------------------- | ------------------------------------ | --------- | -------- | ------------------------- | ------------------------------------- | ------------------------------------------------------------- |
| 1908                               |                                      |           |          |                           |                                       |                                                               |
| Société Française des Films Éclair | Nick Carter, le roi des détectives   | 6         | Policial | Victorin-Hippolyte Jasset | Pierre Bressol                        | França. No Brasil, Nick Carter, o Rei dos Agentes de Polícia. |
| Société Française des Films Éclair | Riffle Bill, le roi de la prairie    | 5         | Western  | Victorin-Hippolyte Jasset | Henri Gouget Camille Bardou           | França. No Brasil, Riffle Bill, o Rei das Campinas.           |
| 1909                               |                                      |           |          |                           |                                       |                                                               |
| Société Française des Films Éclair | Dragonnades sous Louis XIV           | 2         |          | Victorin-Hippolyte Jasset | Charles Krauss Dupont-Morgan          | França.                                                       |
| Société Française des Films Éclair | Les nouveaux exploits de Nick Carter | 2         | Policial | Victorin-Hippolyte Jasset | Pierre Bressol                        | França.                                                       |
| Société Française des Films Éclair | Morgan le pirate                     | 2         | Aventura | Victorin-Hippolyte Jasset | Jean-Marie de l'Isle Heni Gouget      | França. No Brasil, Aventuras do Pirata Morgan.                |
| Société Française des Films Éclair | Meskal le contrebandier              | 3         |          | Victorin-Hippolyte Jasset | Charles Krauss André Liabel           | França. No Brasil, Meskal, o Contrabandista                   |
| Société Française des Films Éclair | Le Vautour de la sierra              | 3         | Aventura | Victorin-Hippolyte Jasset | Joë Hamman Henri Gouget Camile Bardou | França                                                        |